# Ernő Dohnányi
Ernő (Ernst von) Dohnányi (født 27. juli 1877 i Bratislava, Slovakiet, død 9. februar 1960 i New York City, New York, USA) var en ungarsk komponist, pianist, professor, lærer og dirigent.
Dohnányi studerede klaver og komposition på Musikonservatoriet i Budapest. Han blev professor i klaver og underviste som sådan, og dirigerede mange symfoniorkestre i Ungarn, og blev en slags bannerfører for ungarsk musik. Han har skrevet 3 symfonier, orkesterværker, kammermusik, operaer, instrumentalværker, vokalmusik etc. Dohnányi underviste senere som lærer i komposition på Musikkonservatoriet i Budapest. Han flyttede permanent i eksil til USA (1955) i den sidste del af sit liv, hvor han underviste på mange forskellige musikkonservatorier f.eks. Florida State University. Han døde af lungebetændelse i 1960 i New York, og ligger begravet i Tallahassee, Florida. Dohnányi anses som en af de betydningsfulde komponister fra Ungarn i det 20. århundrede. Han komponerede i en original, men konservativ neoklassisk stil, med elementer fra ungarsk folklore.

## Udvalgte værker
- Symfoni (I F-dur) (1896-1897) - for orkester
- Symfoni nr. 1 (I D-mol) (1901) - for orkester
- Symfoni nr. 2 (I E-dur) (1945 rev.1954-1957) - for orkester
- Klaverkoncert nr. 1 (1898) - for klaver og orkester
- Klaverkoncert nr. 2 (1947) - for klaver og orkester
- Violinkoncert nr. 1 (1915) - for violin og orkester
- Violinkoncert nr. 2 (1950) - for violin og orkester
- Suite (1909) - for orkester